# دستکش لاستیکی

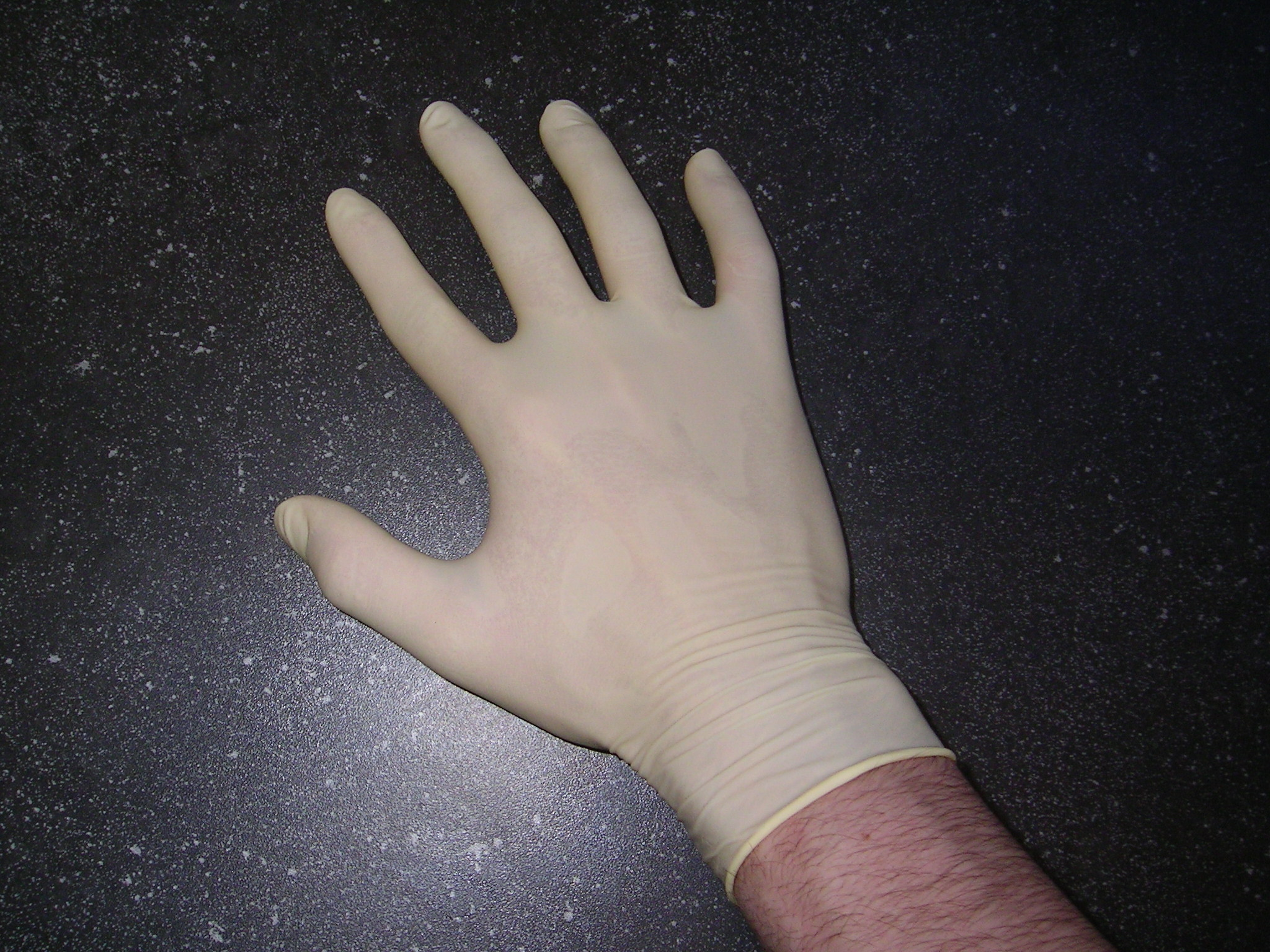
یک دستکش لاتکس

دستکش لاستیکی نوعی دستکش است که از لاستیک طبیعی یا مصنوعی ساخته می‌شود. منظور از «لاستیک» ماده‌ای بادوام، ضد آب و کشسان است که از لاتکس طبیعی یا مصنوعی تهیه می‌شود. دستکش‌های لاستیکی می‌توانند به‌صورت بدون آستر (فقط از لاستیک) یا با آستر (روکش لاستیکی روی دستکش پارچه‌ای) باشند. هدف اصلی این دستکش‌ها، محافظت از دست‌ها هنگام انجام کارهایی است که با مواد شیمیایی سروکار دارند. از دستکش‌های لاستیکی می‌توان هنگام ظرف‌شویی استفاده کرد تا از تماس دست با مواد شوینده جلوگیری شده و امکان استفاده از آب داغ‌تر فراهم شود. گاهی اوقات مراقبان کودک، هنگام تعویض پوشک از دستکش لاستیکی استفاده می‌کنند تا از تماس با مدفوع یا ادرار کودک جلوگیری شود. متخصصان سلامت در زمان انجام عمل جراحی به‌جای دستکش‌های لاستیکی، از دستکش‌های پزشکی استفاده می‌کنند.

## خاستگاه
در سال ۱۸۹۴، ویلیام استوارت هالستد، نخستین رئیس بخش جراحی در بیمارستان جانز هاپکینز، دستکش‌های لاستیکی را برای همسرش کارولین همپتون اختراع کرد. او متوجه شده بود که دست‌های همسرش بر اثر انجام جراحی‌های روزانه آسیب دیده‌اند و همچنین می‌خواست از ابتلای کارکنان پزشکی به درماتیت ناشی از مواد شیمیایی جراحی جلوگیری کند. با این حال، اولین دستکش یک‌بارمصرف مدرن در سال ۱۹۶۵ توسط شرکت آنسل رابر اختراع شد.

## استفاده خانگی

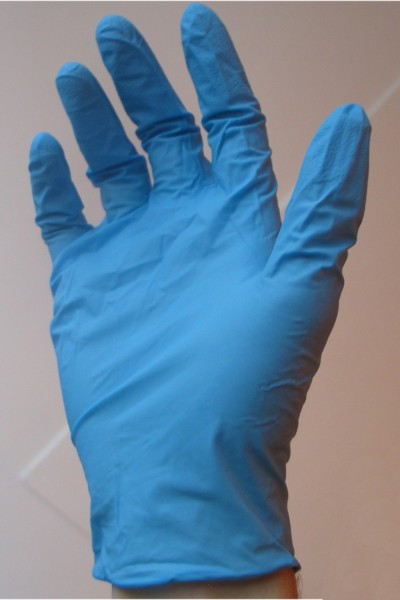
یک دستکش لاستیکی نیترل یک‌بارمصرف

از دهه ۱۹۶۰، دستکش‌های لاستیکی خانگی برای شستن ظروف و تمیزکاری در خانه مورد استفاده قرار گرفته‌اند. انواع مختلفی از این دستکش‌ها با طراحی‌ها و رنگ‌های گوناگون در دسترس بوده‌اند، اما طراحی‌های سنتی معمولاً به رنگ زرد یا صورتی و با سرآستین‌های بلند هستند. اگرچه این طرح‌ها هنوز هم محبوب‌ترین نوع محسوب می‌شوند، اما امروزه دستکش‌هایی با اندازه‌های مختلف، از مچ‌دست تا روی شانه، قابل تهیه هستند. حتی مدل‌هایی وجود دارد که به پیراهن یا لباس‌های یک‌سره متصل شده‌اند تا محافظت بیشتری فراهم کنند.
دستکش‌های لاستیکی بهتر است کاملاً اندازه دست باشند تا ضمن فراهم کردن امکان تنفس برای پوست، گرفتن و کنترل اشیاء آسان‌تر شود. معمولاً کف دست و انگشتان این دستکش‌ها دارای طرح‌های برجسته‌ای هستند که به گرفتن بهتر اجسام کمک می‌کند. استفاده از این دستکش‌ها، از پوست دست در برابر مواد شوینده قوی و سایر محصولات تمیزکننده که در خانه یا محیط‌های دیگر استفاده می‌شوند، محافظت می‌کند.
این دستکش‌ها به‌طور سنتی توسط افرادی که در خانه مشغول تمیزکاری هستند استفاده می‌شوند و در میان نظافتچی‌های حرفه‌ای و برای تمیزکاری در فروشگاه‌ها، کافه‌ها و سایر اماکن عمومی نیز محبوب هستند. ضخامت این دستکش‌ها و سرآستین‌های بلند آن‌ها محافظت بسیار خوبی را در برابر وظایف عمومی نظافت فراهم می‌کنند و برای تمام کارهایی که نیاز به فرو بردن دست در آب دارند، همچنین هنگام جاروبرقی کشیدن، گردگیری و برق انداختن سطوح، بسیار مفید هستند.
رایج‌ترین ماده برای ساخت دستکش‌های خانگی، لاتکس است که نوعی از لاستیک محسوب می‌شود. معمولاً داخل این دستکش‌ها با آستر نخی (فلاک) پوشانده شده تا پوشیدن و درآوردن آن‌ها آسان‌تر شود. این دستکش‌ها در طیف وسیعی از رنگ‌ها و اندازه‌های مختلف سرآستین عرضه می‌شوند. از جمله مشکلات لاستیک لاتکس می‌توان به واکنش‌های آلرژیک و محافظت ضعیف در برابر موادی مانند حلال‌ها اشاره کرد. برای رفع این مشکلات، از مواد دیگری مانند پی‌وی‌سی، نیتریل و نئوپرین استفاده می‌شود. لاستیک طبیعی که به‌طور شیمیایی پردازش شده باشد تا میزان محرک‌های آنتی‌بادی‌زا را کاهش دهد، مانند لاتکس طبیعی وایتکس، می‌تواند برای تولید دستکش‌هایی به کار رود که خواص لاستیک سنتی را حفظ کرده و در عین حال میزان آلرژن‌های لاتکس را به‌طور چشم‌گیری کاهش می‌دهد.
در صنعت خدمات، از دستکش‌ها برای کاهش تماس مستقیم با غذاهای آماده مصرف استفاده می‌شود. به‌طور کلی، کارکنان حوزه خدمات غذایی موظف‌اند قبل از شروع کار یا پوشیدن دستکش‌های یک‌بارمصرف، دست‌های خود را بشویند. به دلیل شیوع آلرژی به لاتکس، بسیاری از افراد استفاده از دستکش‌های وینیل یا نیتریل را جایگزین کرده‌اند. دستکش‌های پلی‌اتیلن نیز جایگزینی بسیار ارزان‌قیمت محسوب می‌شوند. دستکش‌های لاتکس، وینیل و نیتریل هم به‌صورت پودردار و هم بدون پودر در دسترس هستند. پودری که در این دستکش‌ها استفاده می‌شود معمولاً از نشاسته ذرت تأییدشده توسط یواس‌دی‌ای تهیه می‌شود. دستکش‌های بدون پودر معمولاً گران‌تر هستند، زیرا برای جدا کردن دستکش از قالب تولید، به پودر نیاز است و حذف این مرحله هزینه‌برتر است. بیشتر دستکش‌های یک‌بارمصرف در کشورهای چین، مالزی، اندونزی و ویتنام تولید می‌شوند.
همچنین در مراقبت از کودک، از دستکش‌های یک‌بارمصرف هنگام تعویض پوشک یا رفتن کودک به دستشویی استفاده می‌شود تا از تماس مراقب با مدفوع یا ادرار کودک جلوگیری شود، چرا که مدفوع می‌تواند ناقل بسیاری از بیماری‌ها باشد. بسیاری از مراقبان هنگام تمیز کردن یا استفاده از کرم روی نشیمنگاه یا اندام تناسلی کودک از دستکش استفاده می‌کنند. این دستکش‌ها معمولاً از جنس لاتکس، وینیل یا نیتریل ساخته می‌شوند.
هنگامی که افراد به نظافت سرویس‌های بهداشتی می‌پردازند، مثلاً در مواقعی که توالت گرفته باشد، برخی از آن‌ها برای محافظت، دستکش‌های لاتکس می‌پوشند و سپس دست خود را داخل توالت می‌برند تا آن را تمیز کنند.
استفاده از دستکش‌های لاتکس هنگام تمیز کردن توالت‌ها، رویکردی چندوجهی نسبت به بهداشت و ایمنی را نشان می‌دهد. این دستکش‌ها به‌عنوان مانعی محافظتی بین پوست و مجموعه‌ای از مواد بالقوه مضر موجود در چنین محیط‌هایی عمل می‌کنند–موادی که می‌توانند شامل باکتری‌ها، ویروس‌ها و مواد شیمیایی قوی تمیزکننده باشند–و از این رو، نقش مهمی در حفظ سلامت فردی ایفا می‌کنند. علاوه بر این، استفاده از دستکش‌ها باعث می‌شود که کار با آلودگی‌ها و پسماندها آسان‌تر و مؤثرتر انجام شود و فرایند تمیزکاری با کارایی و دقت بیشتری صورت گیرد. چه در محیط‌های خانگی و چه در مکان‌های حرفه‌ای، به‌کارگیری دستکش‌های لاتکس نشان‌دهنده تعهد به حفظ استانداردهای بالای پاکیزگی و بهداشت است.

## استفاده برای مخفی کردن اثر انگشت
گاهی مجرمان هنگام ارتکاب جرم از دستکش استفاده می‌کنند تا از برجای گذاشتن اثر انگشت جلوگیری کنند؛ چرا که اثر انگشت می‌تواند به‌عنوان مدرکی علیه آن‌ها مورد استفاده قرار گیرد. با این حال، اگر دستکش نازک باشد، ممکن است اثر انگشت از طریق آن منتقل شده و به صورت اثر دستکش روی سطوح باقی بماند، و در نتیجه اثر انگشت فرد از روی دستکش عبور کرده و به سطح تماس منتقل شود. همچنین، ممکن است اثر انگشت روی خود دستکش نیز باقی بماند و در صورت یافتن دستکش در صحنه جرم یا نزدیکی آن، می‌توان اثر انگشت پنهان را از روی آن استخراج کرد. حتی جنسیت فردی که دستکش را پوشیده نیز می‌تواند از طریق اثر دستکش با دقت بالا تشخیص داده شود.

## محدودیت‌ها
کارن وترهاهن بر اثر مسمومیت با جیوه کشته شد، پس از آن‌که چند قطره از دی‌متیل جیوه هنگام یک آزمایش، روی دستکش او ریخت. آزمایش‌ها بعداً نشان دادند که دی‌متیل جیوه که یک مولکول کوچک و غیرقطبی است، می‌تواند خیلی سریع از انواع مختلف دستکش‌های لاتکس عبور کرده و در مدت حدود ۱۵ ثانیه وارد پوست شود. مرگ وترهاهن باعث افزایش چشمگیر آگاهی نسبت به مشکل نفوذپذیری دستکش‌ها در ایمنی شیمیایی شد و به دنبال آن، استفاده از دستکش‌های با لایه‌های پلاستیکی چندگانه (سیلورشیلد) برای کار با دی‌متیل‌جیوه الزامی شد. این حادثه موجب بهبود قابل توجه و ماندگاری در ایمنی آزمایشگاهی شد.